# Индоевропске сеобе
Индоевропске сеобе биле су сеобе кроз које су прошли говорници индоевропских језика широм Евроазије.
Савремена сазнања о тим сеобама заснована су на подацима из лингвистике, археологије, антропологије и генетике. Лингвистика описује сличности између различитих језика и лингвистичке законе у промјена тих језика. Археолошки подаци, описују ширење индоевропских језика и културе у неколико фаза из праиндоевропске евроазијске домовине у Понтско-каспијској степи у западну Европу, средњу и јужну Азију, сеобама и језичком смјеном кроз елитно регрутовање описано у антрополошким истраживањима. Недавна генетска истраживања дају већи допринос разумјевању историјских веза између различитих историјских култура.
Индоевропски језици и културе су се раширили у раличитим фазама. Ране сеобе око 4200—3000. године п. н. е. доњеле су архаични праиндоевропски у доњи ток Дунава, Анадолију и подручје Алтаја. Пракелтски и праиталски вјероватно су се проширили у Европу након нове сеобе у Подунавље, док се прагермански и прабалтословенски развио источно од Карпатских планина, у данашњој Украјини, крећући се на сјевер са Културом линеарне керамике у средњу Европу (3. миленијум п. н. е). Индоирански језик и култура појавио се у Синташтској култури (око 2100—1800. п. н. е), на источној граници Јамне културе и Културе линеарне керамике, развила се Андроновска култура (око 1800—800. п. н. е). Индоаријски су се помјерили у Бактријско-маргијски археолошки комплекс (ок 2300—1700 п. н. е) и проширили у Левант (Митани), сјеверну Индију (Ведски период, око 1500. п. н. е) и Кину (Вусун). Ирански језици ширили су се степама са Скитима и у Иран са Међанима, Партима и Персијанцима од око 800. п. н. е.

### Веб
1. ↑  „Anatolian languages”. Encyclopædia Britannica Online. Приступљено 3. 5. 2017.
2. ↑  Baldia, Maximilian O. (2006). „The Corded Ware/Single Grave Culture”. Архивирано из оригинала 31. 1. 2002. г.
3. ↑  „A massive migration from the steppe brought Indo-European languages to Europe”. Max Planck Gesellschaft.
4. ↑  Callaway, Ewen (12. 3. 2015). „European languages linked to migration from the east. Large ancient-DNA study uncovers population that moved westwards 4,500 years ago”. Nature.